# Nemoura tamangi
Nemoura tamangi är en bäcksländeart som beskrevs av Ignac Sivec 1980. Nemoura tamangi ingår i släktet Nemoura och familjen kryssbäcksländor. Inga underarter finns listade i Catalogue of Life.